# Дзержинський Фелікс Едмундович
Фе́лікс Едму́ндович Дзержи́нський  (пол. Feliks Dzierżyński, рос. Фе́ликс Эдму́ндович Дзержи́нский; 30 серпня (11 вересня) 1877, маєток Дзержиново, Ошмлянський повіт, Віленська губернія, Російська імперія, тепер Воложинського району Мінської області Білорусі — 20 липня 1926, Москва, Російська РФСР, СРСР) — радянський політичний та державний діяч польського походження. Засновник і голова ВНК, один з організаторів «червоного терору» в Радянській Росії. У радянському оточенні мав прізвиська Залізний Фе́лікс, ФД, та партійні псевдоніми: Я́цек, Я́куб, Палітурник, Фра́нек, Астроно́м, Ю́зеф, Дома́нский. За походженням польський шляхтич гербу «Сулима». Член ЦК РСДРП(б) у 1906—1912 роках. Член вузького складу ЦК РСДРП (б) у серпні — жовтні 1917 року. Член ЦК РКП(б) у 1917—1926 роках. Член Контрольної комісії РКП(б) у 1920—1921 роках. Член Організаційного бюро ЦК РКП(б) 13 серпня 1919 — 29 березня 1920 року і 8 серпня 1921 — 23 травня 1924 року. Кандидат у члени Організаційного бюро ЦК РКП(б) 16 березня — 8 серпня 1921 року і 2 червня 1924 — 18 грудня 1925 року. Кандидат у члени Політичного бюро ЦК ВКП(б) 2 червня 1924 — 20 липня 1926 року. Старший брат Владислава Дзержинського.

## Біографія
Народився в родовому маєтку, тепер Дзержиново за 15 км від міського селища Івенець Воложинського району Мінської області Білорусі. за тодішнім адмінподілом — Ошмянський повіт, Віленська губернія, Російська імперія.
З 1887 року по 1895 рік навчався в гімназії, там же восени 1895 року став членом Литовської соціал-демократичної організації (підпільна кличка Астроном).

Із документів випливає, що він двічі відсидів у першому класі, а восьмий закінчив, отримавши на руки свідоцтво з приписом: «Дзержинський Фелікс, який мав від роду 18 років, віросповідання католицького, при задовільній увазі та задовільній старанності показав такі успіхи в науках», а саме: закон Божий — — «добре», логіка, латинська мова, алгебра, геометрія, математична географія, фізика, історія, французька — «задовільно», російська та грецька мови — «незадовільно». Маршал Польщі Юзеф Пілсудський, який навчався в тій самій гімназії, але декількома класами старше, згадував: «Гімназист Дзержинський — сірість, посередність, без будь-яких яскравих здібностей».

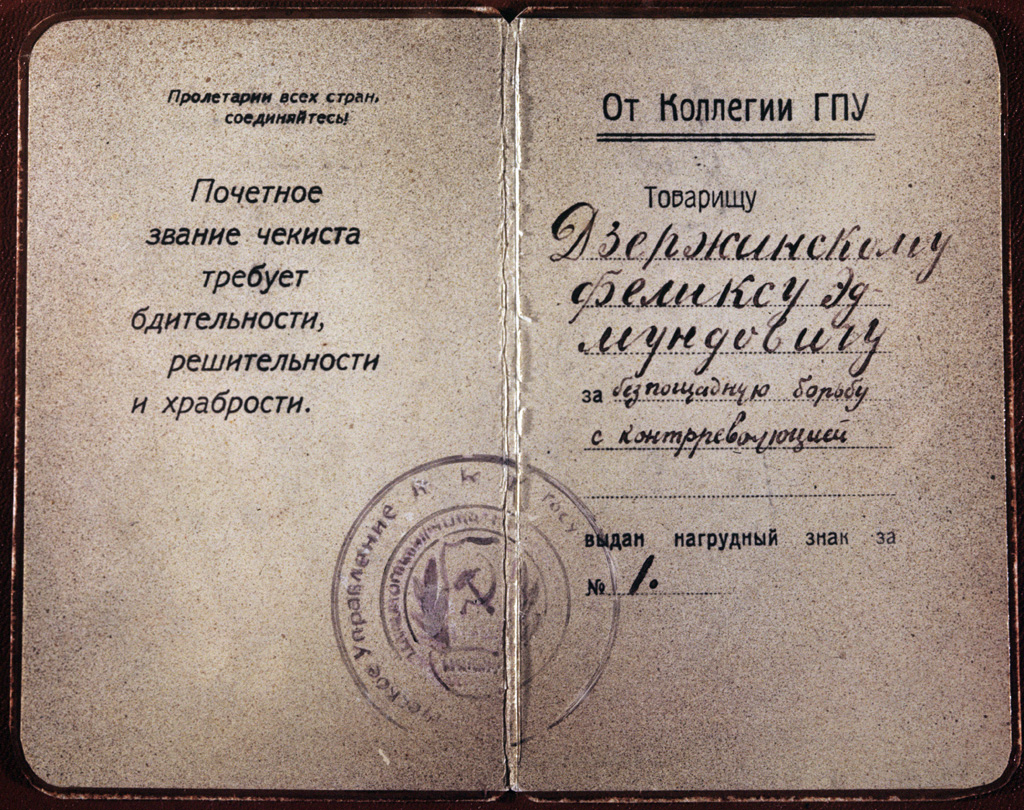
Грамота про присудження Ф. Е. Дзержинському звання почесного чекіста

Вів пропаганду в гуртках ремісничих і фабричних учнів. У липні 1897 був заарештований за доносом і поміщений у Ковенську в'язницю, де пробув майже рік. У 1898 році висланий на 3 роки під нагляд поліції до В'ятської губернії (місто Нолинськ), де працював набивачем на тютюновій фабриці і вів пропаганду серед робітників. За це його заслали на 500 верст на північ від Нолинська в село Кай, звідки він у серпні 1899 року втік на човні і пробрався у Вільно, потім — до Варшави.
Після втечі з заслання став професійним революціонером. Був прихильником вступу Литовської соціал-демократичної партії в Російську соціал-демократичну робітничу партію і послідовником Рози Люксембург у національному питанні. У 1900 році брав участь у роботі першого з'їзду Соціал-демократії Королівства Польського і Литви (СДКПіЛ).
У січні 1900 року заарештований і ув'язнений у Варшавську цитадель, пізніше у Седлецьку в'язницю. У 1902 році висланий на 5 років до Вілюйська, деякий час перебував у пересильній в'язниці Олександрівського централу. По дорозі до місця поселення в червні 1902 року втік на човні із Верхоленська та емігрував; на конференції СДКПіЛ в Берліні обраний секретарем закордонного комітету партії. Працював також у Швейцарії. Організував видання газети «Червони Штандар» («Червоний Прапор») і транспортування нелегальної літератури з Кракова в Царство Польське. Делегат 4-го з'їзду СДКПіЛ (липень 1903), обраний членом її Головного правління.

### Початок політичної діяльності
Під час революційних подій 1905 року очолив першотравневу демонстрацію, діяв у військово-революційній організації. У липні 1905 року заарештований у Варшаві, в жовтні 1905 року звільнений за амністією.
На 4-му з'їзді РСДРП (1906, Стокгольм) СДКПіЛ увійшла в РСДРП як територіальна організація. Дзержинський був делегатом 4-го з'їзду РСДРП, був введений до редакції центрального органу партії, став представником польських соціал-демократів у військово-революційній організації РСДРП. З липня по вересень 1906 року перебував у Санкт-Петербурзі, потім знову у Варшаві, де в грудні 1906 року був заарештований; у червні 1907 року звільнений під заставу.
На 5-му з'їзді РСДРП (1907) заочно обраний членом ЦК РСДРП. У квітні 1908 року у Варшаві знову заарештований. У 1909 році засуджений до позбавлення всіх станових прав і довічного поселення в Сибір (село Бєльське, потім Сухово і Тасєєво Канського повіту Єнісейської губернії), звідки втік у листопаді 1909 року на Капрі до Максима Горького. У 1910 році переїхав до Кракова, звідки нелегально приїздив у російську частину Польщі.
У березні 1910 року як секретар і скарбник головного правління партії працював у Кракові, де одружився з С. Мушкат. Після нелегального повернення в січні 1912 року до Варшави був у вересні 1912 року знову арештований і в квітні 1914 року засуджений до 3 років каторжних робіт; відбував їх в Орловському централі. Додатково засуджений у 1916 році ще на 6 років каторги, відбував її в Бутирській в'язниці Москви, звідки був звільнений 1 березня 1917 роки після Лютневої революції.
У березні 1917 року обраний членом Московського комітету РСДРП і виконавчого комітету Московської ради. Був делегатом 7-ї (Квітневої) Всеросійської конференції РСДРП (б), де виступив проти права націй на самовизначення; і 6-го з'їзду РСДРП (б), на якому обраний до ЦК РСДРП (б) і в Секретаріат ЦК. З 6 (19) серпня 1917 по 6 березня 1918 року — секретар ЦК РСДРП(б). Учасник Демократичної наради (вересень 1917 року).

### Революційна діяльність
Вів активну підготовку жовтневого перевороту, організовував загони Червоної гвардії в Москві. 10 (23) жовтня 1917 брав участь у засіданні ЦК РСДРП, яке ухвалило рішення про збройне захоплення влади, введений до складу Військово-революційного центру (Петроградського військово-революційного комітету), займався організацією перевороту. Брав участь у роботі 2-го Всеросійського з'їзду рад, обраний членом ВЦВК і Президії ВЦВК, а 21 жовтня 1917 року — членом виконавчого комітету Петроградської ради. Виступав проти угоди з Вікжелем про розширення партійного складу Радянського уряду. Під час перевороту 25 жовтня 1917 року керував захопленням Головного поштамту і телеграфу в Петрограді. З листопада 1917 по 30 березня 1919 року — член колегії Народного комісаріату внутрішніх справ Російської РФСР.

### Голова ВНК
6 (19) грудня 1917 року Рада народних комісарів РРФСР, обговорюючи питання «Про можливість страйку службовців в урядових установах у всеросійському масштабі», доручила Дзержинському «створити особливу комісію для з'ясування можливостей боротьби з таким страйком шляхом найенергійніших революційних заходів», і вже наступного дня на засіданні РНК Дзержинський доповів «Про організацію і склад комісії з боротьби з саботажем». Тоді ж була створена Всеросійська надзвичайна комісія з боротьби з контрреволюцією і саботажем, яку очолив Дзержинський.
7 (20) грудня 1917 — 7 липня 1918 року — голова ВНК при РНК Російської Радянської Республіки (РРФСР).
Дзержинський був ключовою фігурою при проведенні більшовиками «Червоного терору». Як лівий комуніст виступав у ЦК проти підписання Брестського миру, але, вважаючи неприпустимим розкол партії, при голосуванні 23 лютого 1918 року утримався.
7 липня 1918 року пішов у відставку з поста голови ВНК як свідок у справі про вбивство співробітниками ВНК німецького посла В. Мірбаха. Деякий час був під арештом. 22 серпня 1918 року знову призначений головою ВНК. На початку жовтня 1918 року з документами на ім'я Фелікса Доманського здійснив поїздку до Швейцарії в міста Берн і Лугано для зустрічі з дружиною і сином. Наприкінці жовтня 1918 року повернувся в Москву.
22 серпня 1918 — 6 лютого 1922 року — голова ВНК при РНК РРФСР. Одночасно 17 листопада 1918 — 11 червня 1920 року — голова Московської міської ЧК.
25 березня 1919 — 6 липня 1923 року — народний комісар внутрішніх справ РРФСР.
18 серпня 1919 — 20 липня 1920 року — начальник Особливого відділу ВНК при РНК РРФСР. У вересні 1919 року — голова Комітету оборони Москви. 21 жовтня 1919 — 1 березня 1922 року — голова Військової ради військ внутрішньої охорони (військ внутрішньої служби) ВНК при РНК РРФСР.
З 19 лютого 1920 року — голова Головного комітету у справах загальної трудової повинності при РНК РРФСР.
29 травня — 23 липня 1920 року — начальник тилу Південно-Західного фронту РСЧА. Керував боротьбою з повстанським рухом в Україні.
11 червня 1920 — 3 січня 1921 року — голова Московської губернської ЧК.
З липня по вересень 1920 року — член Польського бюро ЦК РКП(б), член Тимчасового військово-революційного комітету Польщі.
9 серпня — 10 вересня 1920 року — член Революційної військової ради Західного фронту РСЧА.
У жовтні 1920 року — голова Комітету оборони Москви.
У листопаді 1920 — 1 березня 1922 року — начальник Відділу охорони кордонів ВНК при РНК РРФСР.
14 квітня 1921 — 6 липня 1923 року — народний комісар шляхів сполучення РРФСР.
У 1921—1923 роках — голова Дитячої комісії при Президії ВЦВК.
6 лютого 1922 — 2 листопада 1923 року — голова Державного політичного управління (ДПУ) при НКВС РРФСР.
З 26 квітня 1923 року — представник ЦК РКП(б) в Центральної контрольної комісії РКП(б).
6 липня 1923 — 2 лютого 1924 року — народний комісар шляхів сполучення СРСР.
З 17 липня 1923 по 20 липня 1926 року — член Ради праці і оборони СРСР.
2 листопада 1923 — 20 липня 1926 року — голова Об'єднаного державного політичного управління (ОДПУ) при РНК СРСР.
2 лютого 1924 — 20 липня 1926 року — голова Вищої ради народного господарства (ВРНГ) СРСР. Одночасно 18 січня — 3 лютого 1926 року — в.о. голови Вищої ради народного господарства (ВРНГ) РРФСР.

### Смерть і похорон
Помер 20 липня 1926 року в Москві під час двогодинної різко критичної промови на пленумі ЦК, присвяченій стану економіки країни. У той же день через нервовий зрив йому стало погано, і він помер від серцевого нападу. Похований 22 липня 1926 року на Красній площі в Москві біля Кремлівської стіни.

## Дзержинський і Київ
У 1920 як начальник тилу Південно-Західного фронту відвідав Київ. 1939 на його честь названо проїзд Дзержинського, який у 1970-х рр. перейменовано на провулок (нині — провулок Івана Козловського). У 1956 — площу Дзержинського (нині — Либідська площа), в 1984 — станцію метро (нині — «Либідська»). У 1977—1984 роках — Предславинська вулиця також називалась його іменем.

## Родина
Батько — Дзержинський Едмунд Йосипович (1838—1882)
Мати — Дзержинська Гелена Ігнатівна
Брати:
- Дзержинський Владислав Едмундович (1881—1942) — польський лікар, невролог, розстріляний нацистами в 1942.
- Дзержинський Станіслав Едмундович (1872—1917) — вбитий в липні 1917.
- Дзержинський Ігнат Едмундович (1879—1953) — польський вчитель географії в гімназії Варшави.
- Дзержинський Казимир Едмундович (1875—1943) — розстріляний нацистами 24 липня 1943 за активну участь в складі Армії Крайової.

Сестри:
- Дзержинська (Булгак) Альдона Едмундівна  (1870—1966)
- Дзержинська Ванда Едмундівна (1876—1888)
- Дзержинська Ядвіга Едмундівна (1871—1949)

Дружина: Дзержинська (Мушкат) Софія Сигізмундівна (1882—1968)
- Син — Дзержинський Ян Феліксович (1911—1960)
  - Внук — Дзержинський Фелікс Янович (1937—2015) — російський зоолог, орнітолог, доктор біологічних наук (1994), професор (2004).
  - Дзержинський Федір Янович (1947) — російський інженер-програміст.

## Нагороди і звання
- орден Червоного Прапора (28.01.1920)